# Eyal Weizman
Eyal Weizman (hebreu: איל ויצמן)  (Haifa, 26 de juliol de 1970) és un arquitecte expert en els assentaments israelians a Cisjordània i director del Centre for Research Architecture, Goldsmith College, Universitat de Londres. Autor de A Civilian Occupation: The Politics of Israeli Architecture (Verso, 2003) i Hollow Land: Israel's Architecture of Occupation (Verso, 2007).
Arquitecte resident entre Tel-Aviv i Londres. Després d'haver-se graduat a la capital britànica va col·laborar amb Zvi Hecker a Berlín. En associació amb l'arquitecte Rafi Segal va dur a terme la reconstrucció de l'Ashdod Museum of Art, inaugurat el 2003, i projectes per a l'Itim Theatre Company i pel Museu de Tel-Aviv. L'exposició i el catàleg A Civilian Occupation, The Politics of Israeli Architecture que va editar i comissariar juntament amb Rafi Segal, van ser prohibits per l'Associació Israeliana d'Arquitectes, però es van mostrar posteriorment a l'Storefront Gallery for Art and Architecture de Nova York, al Kunst-Werke Institute for Contemporary Art de Berlín i al Witte de With Center for Contemporary Art de Rotterdam, entre d'altres. El catàleg ha estat publicat per Babel Press i Verso Press el 2003. Weizman ha estat professor d'arquitectura a la Bartlett School of Architecture de Londres, a la Universitat d'Arts Aplicades de Viena, i al Technion de Haifa. Ha dirigit investigacions per a l'organització B'tselem sobre les violacions dels drets humans a través de l'arquitectura i l'urbanisme a Cisjordània. Ha estat publicat internacionalment. Altres llibres seus són Yellow Rhythms (Uitgeverij 010 Publishers, 2000) i Random Walk (AASF, 1998).